# Bahnhof Reinheim (Odenw)
Der Bahnhof Reinheim (Odenw) ist der Bahnhof von Reinheim im südhessischen Odenwald. Bis 2007 war er Knotenpunkt und Hauptumschlagplatz der Gersprenztalbahn, der Odenwaldbahn und der Rodgaubahn. Das ehemalige Stellwerk des Bahnhofs wird als Museum genutzt.

## Geschichte

### Entwicklung

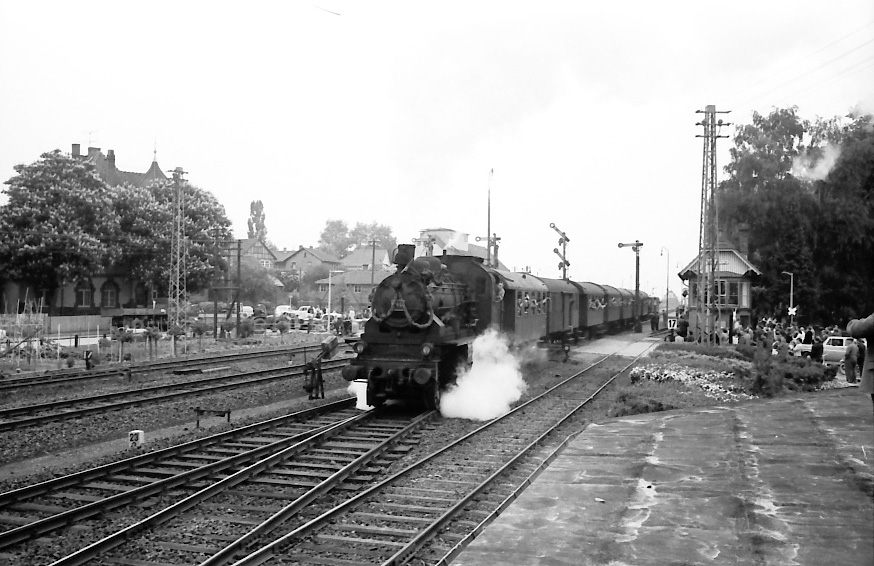
Abschiedsfahrt des Odenwälder Lieschen im Bahnhof Reinheim (Odenw)

Der Bahnhof wurde am 15. Mai 1871 mit dem zweiten Abschnitt der Odenwaldbahn (Ober-Ramstadt–Reinheim) durch die Hessische Ludwigsbahn eröffnet. Am 10. Oktober 1887 wurde die ebenfalls private Gersprenztalbahn, auch als Odenwälder Lieschen bezeichnet, nach Reichelsheim an die Odenwaldbahn angeschlossen. Der Bahnhof war daher als Gemeinschaftsbahnhof zwischen der Hessischen Ludwigsbahn und der Reinheim-Reichelsheimer Eisenbahn (RRE) ausgelegt. Den Großteil des Bahnhofs nahm die Ludwigsbahn ein, nur drei Gleise – ein Bahnsteiggleis samt Umfahrgleis sowie ein Stumpfgleis – wurden durch die RRE genutzt. Am 1. Oktober 1896 wurde die Rodgaubahn von Reinheim über Dieburg nach Offenbach am Main eröffnet. 1897 wurde die Hessische Ludwigsbahn in die Preußisch-Hessische Eisenbahngemeinschaft verstaatlicht. Aus diesem Anlass wurden die Bahnhofsanlagen großzügig erweitert. Es entstand das heute noch existierende Empfangsgebäude und die beiden mechanischen Stellwerke an der Ost- und Westseite des Bahnhofs. Zusätzlich wurde an der Westseite des Bahnhofs ein Lokschuppen und eine unabhängige Wasserversorgung für die hier wendenden Lokomotiven von der Rodgaubahn gebaut. 1904 wurden im Bahnhof Ausfahrsignale in Betrieb genommen.
1909 wurde der Bahnhof ein zweites Mal umfassend erweitert, hierbei wurden zusätzliche Abstellgleise und neue Ein- und Ausfahrsignale in Betrieb genommen. Die Einfahrsignale waren dreiflügelig.
Ende 1944 wurde im Bahnhofsbereich für den Raum Darmstadt ein Reichsbahnzahnarztwagen aufgestellt. Dort wurden Mitarbeiter der Reichsbahn behandelt.
Am 26. Mai 1963 wurde der Personenverkehr auf der Gersprenztalbahn eingestellt. Danach wurden im Bahnhof die Gleise der RRE entfernt und die Gersprenztalbahn direkt eingebunden. Bis in die 2000er Jahre fand noch regelmäßiger Güterverkehr auf der Gersprenztalbahn bis Groß-Bieberau statt, danach nur noch vereinzelt. Der letzte Güterzug nach Groß-Bieberau verkehrte am 25. März 2010 auf der Strecke.
1965 wurde die Bahnstrecke nach Groß-Zimmern für den Personenverkehr, 1970 für den Güterverkehr stillgelegt. 1989 wurde die Strecke nach Groß-Zimmern komplett abgebaut.
Mit dem Abbau der Gleise nach Groß-Zimmern und dem Abbau der Abstellgleise der RRE, wurde das Oststellwerk „Ro“ überflüssig und abgerissen. Danach wurden allein vom Weststellwerk „Rf“ (davor „Rw“) aus alle Weichen und Signale des Bahnhofs Reinheim gestellt und der Zugverkehr gesteuert.
1978 wurde der Bahnhof mit zusätzlichen Ausfahrvorsignalen ausgestattet.
1983 wurde der Bahnhof Reinheim als unabhängige Bundesbahndienststelle aufgegeben und dem Bahnhof Darmstadt Hbf unterstellt.
1989 wurde der Stückgutverkehr im Bahnhof eingestellt und die Güterhalle an Privat verkauft.
Im Jahr 2000 wurde der im Empfangsgebäude befindliche Fahrkartenschalter geschlossen.
Der Bahnhof Reinheim wurde bei der Modernisierung der Odenwaldbahn im Jahr 2007 umfassend umgebaut. Die Gleisanlagen wurden bis auf zwei Gleise und den Abzweig nach Groß-Bieberau zurückgebaut. Die Bahnsteige wurden modernisiert und auf 55 cm erhöht, der bisherige Mittelbahnsteig durch einen neuen Außenbahnsteig ersetzt. Das mechanische Stellwerk Rf ging am 13. Oktober 2007 außer Betrieb. Seitdem wird der Bahnhof durch das ESTW von Groß Umstadt-Wiebelsbach aus ferngestellt. Die alten Formsignale wurden dabei durch Ks-Lichtsignale ersetzt.

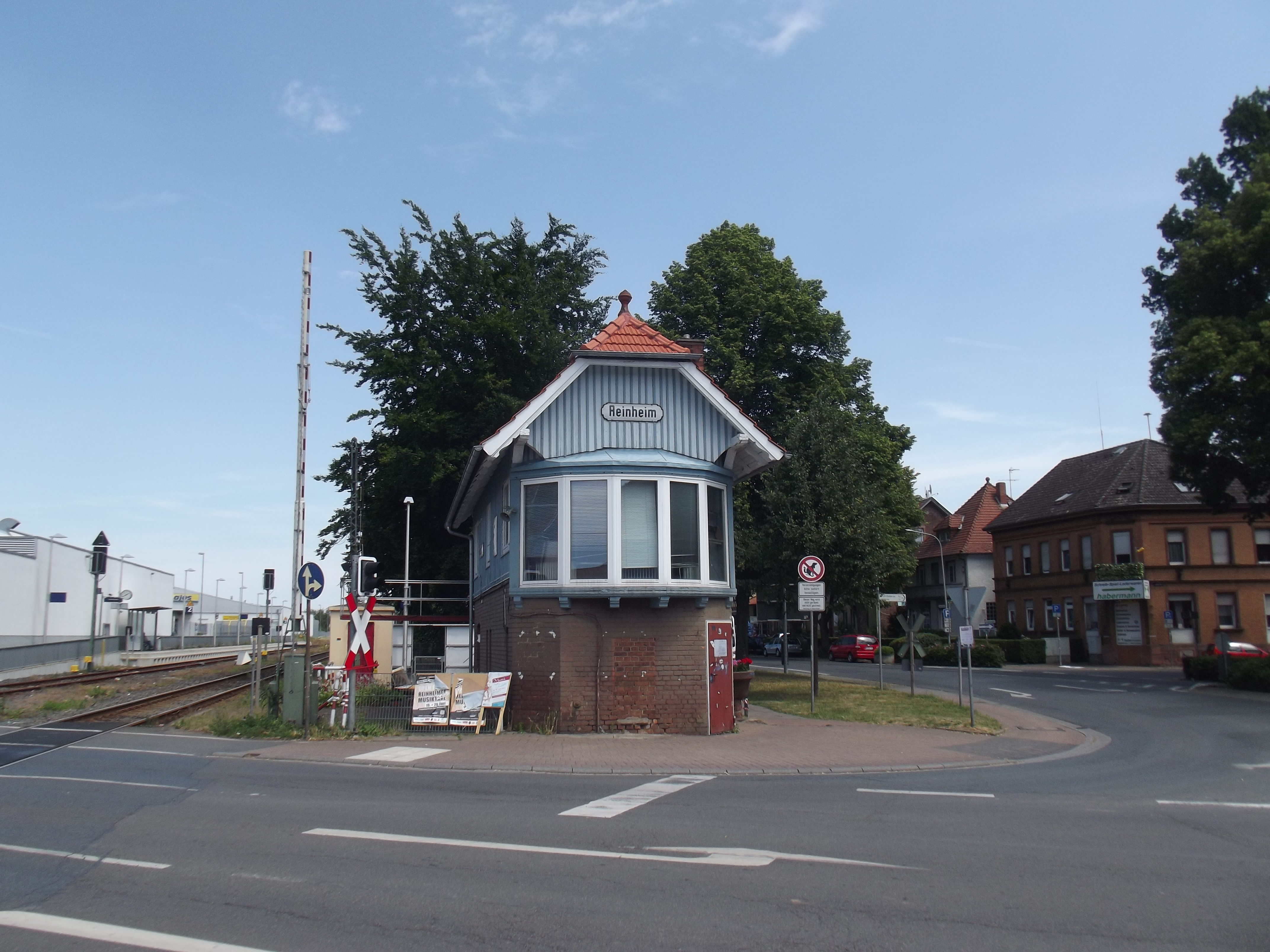
Stellwerk „Reinheim Rf“

Das ehemalige Weststellwerk „Rf“ sowie zwei ehemalige im Bahnhof aufgestellte Formsignale werden seit 2008 vom Verein Museumsstellwerk Reinheim e. V. betreut und restauriert. Dort wurde ein Museum für Stellwerks- und Signaltechnik eingerichtet. Die noch vorhandene Hebelbank wurde 2009 100 Jahre alt.
In unregelmäßigen Abschnitten fand auf dem Reststück der Gersprenztalbahn Sonderverkehr statt. Es verkehrten alte Dampfzüge zwischen Reinheim und Groß-Bieberau. Seit 31. März 2018 ist die Reststrecke bis Groß-Bieberau offiziell stillgelegt.
2022 wurde das Empfangsgebäude äußerlich und innerlich umfassend saniert und soll durch eine Genossenschaft vermietet werden. Empfangsgebäude und Stellwerk stehen als Kulturdenkmäler unter Denkmalschutz.

### Bezeichnung
Der Bahnhof wurde unter der Bezeichnung Reinheim in Betrieb genommen und 1904 in Reinheim i. Odenwald umbezeichnet. Heute wird die Bezeichnung Reinheim (Odenw.) verwendet.

## Heutiger Betrieb
Reinheim liegt im Tarifgebiet des Rhein-Main-Verkehrsverbundes (RMV).

### Bahn
Von Reinheim aus verkehren 2025 nur noch die Züge der Odenwaldbahn (RE 80, RB 81, RB 82) werktags in etwa einem Halbstundentakt, samstags und sonntags Stundentakt. In Reinheim halten Regional-Express und Regionalbahnen. Die Personenverkehrsleistung wird durch das Verkehrsunternehmen VIAS erbracht.
| Linie | Verlauf | Takt                                                |
| ----- | --- | --------------------------------------------------- |
| RE 80 | Odenwaldbahn: Darmstadt Hbf – Darmstadt Nord – Darmstadt Ost – Ober-Ramstadt – Reinheim (Odenw) – Groß-Umstadt Wiebelsbach – Höchst (Odenw) – Bad König – Michelstadt – Erbach (Odenw) Stand: Fahrplanwechsel Dezember 2021 | 60/120 min (wochentags)                             |
| RB 81 | Odenwaldbahn: Darmstadt Hbf – Darmstadt Nord – Darmstadt Ost – Darmstadt Lichtwiese – Mühltal – Ober-Ramstadt – Reinheim (Odenw) – Otzberg-Lengfeld – Groß-Umstadt Wiebelsbach – Höchst Hetschbach – Höchst (Odenw) – Höchst Mümling-Grumbach – Bad König – Bad König Zell – Michelstadt – Erbach (Odenw) Nord – Erbach (Odenw) – Beerfelden-Hetzbach – Hesseneck-Schöllenbach – Hesseneck-Kailbach – Eberbach Stand: Fahrplanwechsel Juni 2022        | einzelne Züge                                       |
| RB 82 | Odenwaldbahn: Frankfurt (Main) Hbf – Darmstadt Nord – Darmstadt Ost – Darmstadt Lichtwiese – Mühltal – Ober-Ramstadt – Reinheim (Odenw) – Otzberg-Lengfeld – Groß-Umstadt Wiebelsbach – Höchst Hetschbach – Höchst (Odenw) – Höchst Mümling-Grumbach – Bad König – Bad König Zell – Michelstadt – Erbach (Odenw) Nord – Erbach (Odenw) – Beerfelden-Hetzbach – Hesseneck-Schöllenbach – Hesseneck-Kailbach – Eberbach Stand: Fahrplanwechsel Juni 2022 | 60 min (Frankfurt–Erbach) 120 min (Erbach–Eberbach) |

### Bus
Am Reinheimer Bahnhof halten die Regionalbuslinien K55, K57, 678, 679 und 693 in die umliegenden Städte und Gemeinden sowie entlang der stillgelegten Gersprenztal- und Rodgaubahn.

## Belege
1. 1 2  Odenwald-Bahn Die Reinheim-Reichelsheimer Eisenbahn (2) (abgerufen am 26. Juni 2011)
2. ↑  Tilmann Wittig: Bahnhof Reinheim. In: Rodgauer Heimat- und Geschichtsverein (Hrsg.): 125 Jahre Rodgaubahn. 1. Auflage. 2022.
3. ↑  Eisenbahndirektion Mainz (Hg.): Amtsblatt der Königlich Preußischen und Großherzoglich Hessischen Eisenbahndirektion in Mainz vom 4. Juni 1904, Nr. 30. Bekanntmachung Nr. 301, S. 401.
4. ↑  Eisenbahndirektion Mainz (Hrsg.): Amtsblatt der Eisenbahndirektion Mainz. Nr. 27/1909, §375 und Nr. 46/1909, §653. Mainz 1909.
5. ↑  Deutsche Reichsbahn (Hg.): Amtsblatt der Reichsbahndirektion Mainz vom 28. Oktober 1944, Nr. 53. Bekanntmachung Nr. 725, S. 355; Deutsche Reichsbahn (Hg.): Amtsblatt der Reichsbahndirektion Mainz vom 4. November 1944, Nr. 54. Bekanntmachung Nr. 743, S. 361.
6. ↑  Odenwald-Bahn Die Reinheim-Reichelsheimer Eisenbahn (3) (abgerufen am 26. Juni 2011)
7. ↑  Odenwaldbahn – Odenwälder Lieschen von Reinheim nach Reichelsheim. 23. Februar 2011, archiviert vom Original am 14. Juni 2013; abgerufen am 3. September 2018.
8. ↑  Reinheim (Odenwald). Abgerufen am 5. April 2024.
9. ↑  Reinheim: Modernisierung von Bahnhof und Bahnübergang. 1. Juli 2011, archiviert vom Original am 4. September 2011; abgerufen am 3. September 2018.
10. ↑  Museumsstellwerk Reinheim. Abgerufen am 5. April 2024.
11. ↑  Echo Zeitungen GmbH: Diskussion um Bahnstrecke zwischen Groß-Bieberau und Reinheim geht weiter – Echo Online. Abgerufen am 12. Oktober 2019.
12. ↑  Gebäude am Reinheimer Bahnhof soll besser genutzt werdem. 30. April 2022, abgerufen am 5. April 2024.
13. ↑  DenkXweb – Detailansicht. Abgerufen am 5. April 2024.
14. ↑  Eisenbahndirektion Mainz (Hg.): Amtsblatt der Königlich Preußischen und Großherzoglich Hessischen Eisenbahndirektion in Mainz vom 27. Februar 1904, Nr. 10. Bekanntmachung Nr. 96, S. 131f (132).
15. ↑  Eisenbahnatlas Deutschland. 10. Auflage. Schweers + Wall, Köln 2017, ISBN 978-3-89494-146-8.